# The Words
『The Words』（ザ ワーズ）は、電気グルーヴのシングル。2008年10月に発売されたアルバム『YELLOW』からのリカットシングル。

## 収録曲
1. The Words (Japanese)
2. The Words (CM Mix 15sec)
3. 完璧に無くして (Alternate Version)
4. Mojo (Full Length)

## タイアップ
1. The Words：コーセー『ファシオ』
2. Mojo：TDK